# 杨靖远
杨靖远（1902年—1938年12月），原名赵荣山，又名赵先周，满族人，生于辽宁省沈阳市东陵街。中国共产党员。

## 生平
在17岁时考入中医专科学校。
1931年“九·一八”事变后，参加了东北抗日自治联军，偕夫人陈华英乘车入关到北平后，与党组织接上关系，任华北各界救国会执行委员，常与朱瑞等人在香山召开秘密会议，在平、津地区进行革命活动。1938年4月5日受党组织派遣，到冀鲁边区领导抗日斗争，任国民革命军别动总队第三十一游击支队副司令员。同年秋，任冀南第六专署专员，组织建立抗日民主地方政权。
1938年5月刘景良在“恢复山东行政统一”的旗号，进攻庆云，杨靖远在纪王桥率三十一游击支队第3路迎击。盐山四区的地方民团孙仲文做大，杨靖远与其多次谈判未果。12月在攻打孙仲文老巢的大赵村战斗中受伤被俘牺牲。